# 暴動 (スライ&ザ・ファミリー・ストーンのアルバム)
『暴動』 (There's a Riot Goin' On) は、スライ&ザ・ファミリー・ストーンが1971年に発表した5枚目のアルバム。スライ・ストーンの代表作として広く認められており、1970年代において最も偉大で影響力のあるアルバムの一つに選ばれている。当初は『アフリカは君に語りかける』 (Africa Talks To You) というタイトルで発売される予定であった。
『ローリング・ストーン』誌が選んだ「オールタイム・グレイテスト・アルバム500」（2020年版）において82位にランクインした。

## 歴史

### 概要
スライ&ザ・ファミリー・ストーンは、『暴動』発売の少なくとも1年前にはエピックにアルバムを渡さなければならないことになっていた。しかしスライ・ストーンはレコーディングの期限を何度も遅らせていたため、CBSの役員クライヴ・デイヴィスは頭を抱えていた。スライはカリフォルニア州サウサリートのレコード・プラント・スタジオに自ら建てたスタジオかベル・エアの邸宅の屋根裏に設けたスタジオにこもり、『暴動』の制作作業をほとんど一人で行なった。レコード・プラント・スタジオにはベッドと無線マイクシステムが設えられており、スライはしばしばそのベッドにただ寝転んだり、横になりながらボーカルを録音したりしていた。ファミリー・ストーンの他のメンバーたちによると、このアルバムの演奏の大半はスライがスタジオでオーヴァーダブを重ねて一人で録ったものである。『暴動』には他のメンバーの演奏が含まれた曲も収録されているが、これらもかつて通例だったように全員が揃って演奏するのではなく、別々に録音したものをスライとオーヴァーダビングするようになった。「ファミリー・アフェア」他いくつかの曲のために、スライはビリー・プレストン、アイク・ターナー、ボビー・ウーマックといった同業の友人らを招き、自分のバンド・メンバーの代わりに演奏してくれるよう協力を要請している。
1971年秋、スライ・ストーンは個人で『暴動』のマスターテープをCBSレコードのオフィスへ送り、クライヴ・デイヴィスの悩みを解消した。CBSは「ファミリー・アフェア」を第1弾シングルとして発売した。これはスライ&ザ・ファミリー・ストーンとしては約2年ぶりの新作である。「ファミリー・アフェア」はバンドにとって4曲目（シングルとしては3枚目だが、「Thank You / Everybody Is a Star」は両A面なので）にして最後のナンバーワン・ポップ・ヒットとなったが、彼らの初期のヒット曲のサウンドからは大きくかけ離れたものとなっている。憂いを帯びたエレクトリックピアノに載せてスライと妹のローズ・ストーンが家庭の善悪面を歌うこの曲で、スライは低く暗鬱なトーンで自分のパートをこなしている。この曲のリズムはドラムマシン（リズム・ボックス:）によるもので、こうした装置を使用したヒット曲としては最も時期の早い部類に入る（スライ・ストーンがプロデュースした中で最も早いのは、妹ヴェット・ストーンを擁した3人組女性ボーカル・グループでファミリー・ストーンのバックコーラスも務めたリトル・シスターのシングル「Somebody's Watching You」である）。スライはリズム・ボックスを使えば非現実的なサウンドが得られると考え、ボタンを5つ押しながらテープを回し、巻き戻してはまた別の5つのボタンを押すというやり方でオーヴァーダブを繰り返していった。
同年11月1日、『暴動』は発売された。アルバムの大部分はスライ単独によるリードボーカルからなり、他のバンド・メンバーでソロのリードパートがあるのはローズだけである。アルバム全体はスライによる再録音とオーヴァーダビングにより生じた弱いダブ風のサウンドを特徴としているが、これがかえってスライの詞やボーカルのくたびれて麻薬に溺れてでもいるかのようなトーンには調和していた。本作でスライが扱っているテーマは、ドラッグによる高揚感 (「Luv n' Haight」) 、自己讃美 (「Poet」) 、そして1960年代というよき時代と希望は過ぎ去り、1970年代という暗黒時代が訪れたのだという宣言 (「Africa Talks To You 'The Asphalt Jungle'」) などであり、ファミリー・ストーンによるボーカルも含まれた曲においても同様である。それまでのアルバムとは異なり、『暴動』は暗く不吉なサウンドを導入している。これは1970年代に多くの人々が沈み込んだ、夢や希望の喪失感を反映したものと言われている。
前作『グレイテスト・ヒッツ』に収録された、怒りにみちた強力なファンク・ナンバー「Thank You」はテンポを落とした不気味なヴァージョン「Thank You For Talking to Me Africa」として作り直された。
他に「ランニン・アウェイ」と 「スマイリン」 が『暴動』からシングルカットされている。前者ではローズ・ストーンが兄のスライとユニゾンでリード・ボーカルをとっており、後者はグレッグ・エリコの後任としてファミリー・ストーンのドラマーとなったジェリー・ギブソンと録音した最初の曲である。エリコは、スライが麻薬中毒によって何をしでかすかわからなくなったため、1971年初頭にバンドを離れていた。

### 反応
『暴動』は1971年11月13日付のビルボード・アルバムチャートに39位で初登場した。そして同年12月18日に1位に達した。批評家やファンの多くは発売当時『暴動』をどう捉えてよいものか理解できなかったが、今日ではロックの歴史の中でも最も優れ、最も誠実な作品の一つとして認められている。のちにジョージ・クリントンとファンカデリック、あるいはオハイオ・プレイヤーズらによって広められたファンク・ミュージックの初期の例ともいえるものである。
1970年代以降、『暴動』の収録曲は多くのアーティストによってカヴァーないしはサンプリングされている。それらのアーティストの中には、イギー・ポップ、レイラ・ハザウェイ、ウルトラマグネティックMC's、デ・ラ・ソウル、ビースティ・ボーイズ、グウェン・ガスリーなどがいる。
『ローリング・ストーン』誌が選んだ「オールタイム・グレイテスト・アルバム500」の2003年版において99位に、2020年版において82位にランクインした。またピッチフォーク・メディアの1970年代トップ100アルバムの4位に選ばれた。

### ジャケット写真
『暴動』のオリジナル・ジャケットは、星のかわりに太陽を配した赤・白・黒からなる星条旗を用いている。それ以外にはいかなる文字もタイトルもジャケットには記されていないが、エピックは目につきやすくスライのアルバムであることが分かりやすいようにとの商業的な配慮から、「ヒット・シングル『Family Affair』収録」と書かれたステッカーをLPに貼付した。写真を撮ったのはファミリー・ストーンのA&Rディレクターのスティーヴ・ペリーである。特製の旗が3枚作られ、スライ、エピック・レコード、ペリーが1枚ずつ所有した。のちにこのアルバムは、コンサート中のスライの写真と昔ながらのアルバム・タイトルなどの文字を配した、より商業的なジャケットに差し替えて再発されている。
スライは、このアルバム・ジャケットは「すべての人種の人々」を意味しており、黒は色の欠如、白はすべての色の混合、そして赤はあらゆる人に等しく流れる血の色を表しているのだと説明している。星の代わりに太陽をあしらっているのは、スライによれば「俺にとって星は探求を意味してるんだ。星っていうのは探さなきゃいけないし、数が多すぎるからだ。でも太陽は常にそこにあってこっちを見てるものだろ。ベッツィ・ロス（最初の星条旗を縫った女性）はいい仕事をしたと思うけど、俺の方がうまいと思うね」とのことである。

## 備考
アルバムのA面の最後にはタイトル・トラックが含まれているが、これは0分0秒と記されている（したがって当然聴き取ることは不可能）。ただし、CDでは完全に0秒の曲というのはデジタル的に収録できないので、実際には4秒の無音のトラックとして収録されている。長らくこの謎めいたトラック・リストとアルバム・タイトルはスライ&ザ・ファミリー・ストーンのせいで引き起された1970年7月27日イリノイ州シカゴでの暴動のことを仄めかしたものだと推測されてきた。このときバンドはフリー・コンサートを行なう予定になっていたが、彼らがステージに姿を現わす前に痺れを切らした観客が暴動を起こしたのである。数人の警官を含めて100人以上の人々が負傷し、プレスにはバンドが遅れた、もしくは演奏を拒否したために引き起された事件だと発表された。しかし、1997年にスライのもとを訪れたファンのジョナサン・ダックスに対し、スライはこの噂を否定している。スライは「自分はいかなる暴動も起こってほしくない」がゆえに表題曲「There's a Riot Goin' On」には演奏時間がないのだと説明した。

## 収録曲
作詞・作曲はすべてシルヴェスター・スチュアート（スライの本名）による。またプロデュースと編曲はストーン・フラワー・プロダクションズ（スライ自身のプロダクション）のスライ・ストーンによるものである。

### A面
1. ラヴン・ヘイト - "Luv n' Haight" - 4:01
2. 子供のように - "Just Like a Baby" - 5:11
3. ポエット - "Poet" - 3:01
4. ファミリー・アフェア - "Family Affair" - 3:04
5. アフリカは君に語りかける（アスファルト･ジャングル） - "Africa Talks to You 'The Asphalt Jungle'" - 8:45
6. 暴動 - "There's a Riot Goin' On" - 0:00

### B面
1. ブレイブ&ストロング - "Brave & Strong" - 3:29
2. スマイリン - "(You Caught Me) Smilin'" - 2:54
3. タイム - "Time" - 3:01
4. スペース・カウボーイ - "Spaced Cowboy" - 3:59
5. ランニン・アウェイ - "Runnin' Away" - 2:56
6. サンキュー・フォー・トーキン・トゥ・ミー、アフリカ - "Thank You For Talkin' to Me Africa" - 7:12

### CDボーナストラック
2007年の限定版再発CDに際して追加された。
1. ランニン・アウェイ - "Runnin' Away" ※モノラル・シングルヴァージョン
2. マイ・ゴリラ・イズ・マイ・バトラー - "My Gorilla Is My Butler" ※未発表のインストゥルメンタル曲
3. ドゥ・ユー・ノウ・ホワット? - "Do You Know What?" ※未発表のインストゥルメンタル曲
4. ザッツ・プリティ・クリーン - "That's Pretty Clean" ※未発表のインストゥルメンタル曲

## 参加メンバー
- スライ・ストーン - ボーカル、オルガン、ギター、ベースギター、クラヴィネット、ピアノ、ハーモニカ、ドラムマシン
- ローズ・ストーン - ボーカル、ピアノ、キーボード
- フレディ・ストーン - バックグラウンド・ボーカル、ギター
- ラリー・グラハム - バックグラウンド・ボーカル、ベース
- シンシア・ロビンソン - トランペット
- ジェリー・マルティーニ - サクソフォーン
- グレッグ・エリコ - ドラム（いくつかの曲に関してはレコーディングの段階でエリコはバンドを離れている）
- ジェリー・ギブソン - ドラム
- リトル・シスター（ヴェット・ストーン、メアリ・マクリアリー、エルヴァ・ムートン） - バックグラウンド・ボーカル
- ボビー・ウーマック - ギター
- アイク・ターナー - ギター
- ビリー・プレストン - エレクトリックピアノ

## チャート

### アルバム
| チャート                       | 最高順位 |
| ------------------------------ | -------- |
| USビルボード・ポップ・アルバム | 1        |
| USトップR&Rアルバム            | 1        |

### シングル
| タイトル                                    | チャート                       | 最高順位 |
| ------------------------------------------- | ------------------------------ | -------- |
| "Family Affair" / "Luv n' Haight"           | USビルボード・ポップ・シングル | 1        |
| "Family Affair" / "Luv n' Haight"           | USビルボードR&Bシングル        | 1        |
| "Family Affair" / "Luv n' Haight"           | UKシングル・チャート           | 14       |
| "Runnin' Away" / "Brave & Strong"           | USビルボード・ポップ・シングル | 23       |
| "Runnin' Away" / "Brave & Strong"           | USビルボードR&Bシングル        | 15       |
| "Runnin' Away" / "Brave & Strong"           | UKシングル・チャート           | 17       |
| "(You Caught Me) Smilin'" / "Luv n' Haight" | USビルボード・ポップ・シングル | 42       |